# Eudendrium mucronatum
Eudendrium mucronatum is een hydroïdpoliep uit de familie Eudendriidae. De poliep komt uit het geslacht Eudendrium. Eudendrium mucronatum werd in 1926 voor het eerst wetenschappelijk beschreven door Billard. 